# 坎桑桑
坎桑桑（葡萄牙語：Cansanção）是巴西巴伊亚州的一个市镇。总面积1319.495平方公里，总人口32912人，人口密度24.9人/平方公里。